# Roger Cross
Roger Cross (n. 19 octombrie 1969, Christiana⁠(d), Middlesex County⁠(d), Jamaica) este un actor jamaicano-canadian care a apărut în numeroase seriale TV și filme realizate de obicei în Canada. Este cel mai cunoscut pentru rolurile Agent CTU Curtis Manning din   24 și  Joshua/Cain din Prima invazie. Din 2012, Cross apare în serialul canadian Continuum ca personaj principal. În prezent interpretează rolul sergentului Boyd Bloom din serialul polițist canadian Motive.

## Filmografie

### Film
| Anul | Titlu                                     | Rol                          |
| ---- | ----------------------------------------- | ---------------------------- |
| 1993 | Judgment Day: The John List Story         | Dennis                       |
| 1993 | Miracle on Interstate 880                 | Calvin                       |
| 1993 | Woman on the Ledge                        | Fire Rescue Leader           |
| 1993 | Born to Run                               | Roscoe                       |
| 1993 | Look Who's Talking Now                    | Pilot                        |
| 1994 | In Spite of Love                          | Archie                       |
| 1994 | Seasons of the Heart                      |                              |
| 1994 | The Man Who Wouldn't Die                  | McKinnon                     |
| 1994 | Beyond Suspicion                          | Curtis                       |
| 1994 | Don't Talk to Strangers                   | Curtis                       |
| 1994 | Deadly Vows                               |                              |
| 1994 | The Disappearance of Vonnie               | Officer #2                   |
| 1995 | Dangerous Intentions                      | A.D.A Bob Melchor            |
| 1995 | Hideaway                                  | Harry                        |
| 1995 | She Stood Alone: The Tailhook Scandal     | Marine Capt. Talmadge        |
| 1995 | The Surrogate                             | Guard                        |
| 1995 | Suspicious Agenda                         | Johnson                      |
| 1995 | Gold Diggers: The Secret of Bear Mountain | Paramedic                    |
| 1996 | Captains Courageous                       | Hannibal                     |
| 1996 | The Limbic Region                         | Brownlee                     |
| 1997 | Free Willy 3: The Rescue                  | 1st Mate Stevens             |
| 1997 | Doomsday Rock                             | Gibson                       |
| 1997 | Cloned                                    | Frank Zago                   |
| 1998 | Oklahoma City: A Survivor's Story         |                              |
| 1998 | Nick Fury: Agent of Shield                | Shield Agent #1              |
| 1998 | Voyage of Terror                          | Robert Fernandez             |
| 1998 | American Dragons                          | Fiorino                      |
| 1998 | The Color of Courage                      | Thurgood Marshall            |
| 1999 | Double Jeopardy                           | Hotel Manager                |
| 1999 | Aftershock: Earthquake in New York        | Allen                        |
| 1999 | NASCAR Racers: The Movie                  | Steve 'Flyer' Sharp          |
| 2000 | A Father's Choice                         | Detective Ross               |
| 2000 | Beautiful Joe                             | Roscoe Lee                   |
| 2000 | Sole Survivor                             | Dr. Smithie                  |
| 2001 | Trapped                                   | Chief Edwards                |
| 2001 | The Void                                  | Detective                    |
| 2002 | Liberty Stands Still                      | Officer Miller               |
| 2002 | Ballistic: Ecks vs. Sever                 | Zane                         |
| 2002 | Kid Bang                                  | Cee Note                     |
| 2002 | Deadly Little Secrets                     | Elliot Kincaid               |
| 2002 | Interceptor Force 2                       | Nathan McCallister           |
| 2003 | Final Destination 2                       | Isabella's Husband           |
| 2003 | X2                                        | Oval Office Agent Cartwright |
| 2004 | NTSB: The Crash of Flight 323             | Co-Pilot                     |
| 2004 | The Chronicles of Riddick                 | Toal                         |
| 2005 | King's Ransom                             | Byron                        |
| 2006 | World Trade Center                        | Will's Doctor                |
| 2008 | Mad Money                                 | Barry                        |
| 2008 | The Day the Earth Stood Still             | General Quinn                |
| 2009 | What Color Is Love?                       | Ty Rivers                    |
| 2009 | Polar Storm                               | President                    |
| 2012 | Noah's Ark: The New Beginning             | Tarkus                       |
| 2012 | Re-Kill                                   | Sarge                        |
| 2012 | Tasmanian Devils                          | Simon                        |
| 2012 | Abducted: The Carlina White Story         | Carl                         |

### Televiziune
| Anul         | Titlu                  | Rol                                                             | Notes                                          |
| ------------ | ---------------------- | --------------------------------------------------------------- | ---------------------------------------------- |
| 1989         | 21 Jump Street         | Student (nemenționat)                                           | episodul 4.6: Old Haunts in a New Age          |
| 1990         | Wiseguy                | Smash Cut                                                       | episodul 4.9: Changing Houses                  |
| 1992         | Neon Rider             | Smash Cut                                                       | episodul 3.4: Color Lines                      |
| 1992         | The Hat Squad          | Sid                                                             | episodul 1.1: Pilot                            |
| 1992-93      | Street Justice         | Davey / Doug                                                    | 2 episoade                                     |
| 1993         | Madison                | Officer Norm Michaels                                           | episodul 1.4: Tough Cries                      |
| 1993         | The Commish            | Officer Terry Cooper                                            | 4 episoade                                     |
| 1994         | Cobra                  | First Robber                                                    | episodul 1.14: Lost in Cyberspace              |
| 1994         | M.A.N.T.I.S.           | Dixon                                                           | episodul 1.2: Tango Blues                      |
| 1994-98      | The X-Files            | Agent Rice / Lieutenant Brophy / Officer Green / Private Kittel | 4 episoade                                     |
| 1995         | Hawkeye                | Angel / Anjou                                                   | episodul 1.12: Fly with Me                     |
| 1995         | Sliders                | Wilkins                                                         | episodul 1.1: Pilot                            |
| 1995         | Strange Luck           | Bryant                                                          | episodul 1.5: Blind Man's Bluff                |
| 1995-2001    | The Outer Limits       | Bartender / Jon / Kevin Flynn / Lt. Lockhart                    | 4 episoade                                     |
| 1996         | The Sentinel           | Captain Mathis                                                  | episodul 1.1: The Switchman                    |
| 1996         | Viper                  | Carpenter                                                       | episodul 1.1: Winner Take All                  |
| 1996         | Highlander             | Derek Worth                                                     | episodul 5.9: Little Tin God                   |
| 1997         | Millennium             | Officer Shaw                                                    | episodul 1.9: Wide Open                        |
| 1997-98      | Stargate SG-1          | Captain Conner / Lieutenant Connor                              | 2 episoade                                     |
| 1998-2001    | First Wave             | Joshua / Cain / Joshua Bridges                                  | 27 episoade                                    |
| 1999         | War Planets            | voce-nemenționat                                                | episodul 2.6: Girl's Night Out                 |
| 2000         | Hollywood Off-Ramp     | Devon Monk                                                      | episodul 1.9: Watch Your Step                  |
| 2000         | 2gether: The Series    | Glenn Brummer                                                   | 2 episoade                                     |
| 2000         | Highlander             | Derek Worth                                                     | episodul 5.9: Little Tin God                   |
| 2001         | Andromeda              | Carter                                                          | episodul 2.6: All Too Human                    |
| 2001         | UC: Undercover         | Captain Eddie Jackson                                           | episodul 1.9: Zero Option                      |
| 2002         | Relic Hunter           | Masters                                                         | episodul 3.14: Hunting with the Enemy          |
| 2002         | Taken                  | Capt. Walker                                                    | 3 episoade                                     |
| 2002-03      | Just Cause             | CJ Leon                                                         | 19 episoade                                    |
| 2003         | The Twilight Zone      | The Leader                                                      | episodul 1.39: Eye of the Beholder             |
| 2003         | Peacemakers            | Isaac Evans                                                     | 2 episoade                                     |
| 2003         | Star Trek: Enterprise  | Tret                                                            | episodul 3.3: Extinction                       |
| 2004         | JAG                    | Lt. Hugh Gaston                                                 | episodul 9.22: Trojan Horse                    |
| 2004         | The Days               | Damien Morgan / Trey's Dad                                      | 2 episoade                                     |
| 2005         | The 4400               | Major Culp                                                      | episodul 2.10: Lockdown                        |
| 2005-07      | 24                     | Curtis Manning                                                  | 45 episoade                                    |
| 2007         | Bionic Woman           | Bomani                                                          | episodul 1.7: Trust Issues                     |
| 2008         | NCIS                   | Lt. Cmdr. David Warfield                                        | episodul 5.13: Dog Tags                        |
| 2008-09      | The Guard              | Jim McGregor                                                    | 10 episoade                                    |
| 2009         | The L Word             | Sunset Boulevard / Sonny Benson                                 | 6 episoade                                     |
| 2009         | Flashpoint             | Anton Brand                                                     | episodul 2.6: Just a Man                       |
| 2009         | Fringe                 | Hybrid / Smith                                                  | 2 episoade                                     |
| 2010         | Chuck                  | Ring Agent                                                      | episodul 3.12: Chuck Versus the American Hero  |
| 2010         | The Gates              | Coach Ross                                                      | 4 episoade                                     |
| 2011         | Obscurus Lupa Presents | Shield Agent #1                                                 | episodul 2.22: Nick Fury: Agent of S.H.I.E.L.D |
| 2011         | Charlie's Angels       | Detectiv Bradley Dumont                                         | episodul 1.8: They Are Not Saints              |
| 2012         | The Firm               | Sergent Leonard Debbs                                           | episodul 1.9: Chapter Nine                     |
| 2012         | Eureka                 | Major William Shaw                                              | 3 episoade                                     |
| 2012         | Continuum              | Travis Verta                                                    | Personaj principal (24 episodes)               |
| 2012         | Arrow                  | Detectiv Hilton                                                 | 9 episoade                                     |
| 2014         | Orphan Black           | Carlton                                                         | episodul 2.4: Governed as It Were by Chance    |
| 2014–prezent | The Strain             | Domnul Fitzwilliams                                             | Personaj secundar                              |

- Dark Matter (serial TV din 2015)

### Jocuri video
| Anul | Titlu                 | Rol                                                                                 |
| ---- | --------------------- | ----------------------------------------------------------------------------------- |
| 2010 | Fallout: New Vegas    | Biological Research Station (Old World Blues) (voce) Ulysses (Lonesome Road) (voce) |
| 2011 | Saints Row: The Third | Additional voces                                                                    |
| 2012 | Syndicate             | Additional voces                                                                    |
| 2013 | BioShock Infinite     | Additional voces                                                                    |

## Legături externe
- Roger Cross la Internet Movie Database
- en Roger Cross la Memory Alpha (site wiki pentru Star Trek)